# محمد عرفان علي
محمد عرفان علي (بالإنجليزية: Mohamed Irfaan Ali)‏ هو سياسي غواياني من حزب الشعب الاصلاحي ولد في يوم 25 أبريل 1980. في يونيو 2020 تم انتخابه لشغل منصب رئيس غوايانا وشغل المنصب بدايةً من 2 أغسطس. وهو أول رئيس مسلم يشغل هذا المنصب.